# Piensa en mí
Piensa en mí est une chanson de 1935 écrite par Agustín Lara et sa sœur María Teresa Lara (en). La chanson a été popularisée en 1948 par le film Revancha (en), puis à nouveau plus tard par la reprise de Luz Casal dans le film Talons aiguilles, sorti en 1991.

## Versions
- Chavela Vargas chante la chanson sur l'album Noche de Ronda paru en 1961.
- Luz Casal chante la chanson sur la bande originale du film de Pedro Almodóvar Talons aiguilles et elle est incluse dans son album A Contraluz (en).
- Marinella, sur l'album Me Varka To Tragoudi (en) en 1999.
- Pink Martini sur l'album Splendor in the Grass (en) en 2009.
- Roberto Alagna sur l'album Pasión en 2011.
- Natalia Lafourcade sur l'album Mujer Divina: Homenaje a Agustín Lara (es) en 2012.
- Licia Fox, une chanteuse flamande, a interprété cette chanson sur un single homonyme.